# Hilara flavidipes
Hilara flavidipes är en tvåvingeart som beskrevs av Chvala 1997. Hilara flavidipes ingår i släktet Hilara och familjen dansflugor. Inga underarter finns listade i Catalogue of Life.